# Jan Kaczorowski (poseł)
Jan Kaczorowski (ur. 14 czerwca 1934 w Trzykosach, zm. 29 sierpnia 2000) – polski polityk, poseł na Sejm PRL VIII kadencji.

## Życiorys
Uzyskał wykształcenie podstawowe. W 1980 uzyskał mandat posła na Sejm PRL VIII kadencji w okręgu Tarnobrzeg z ramienia Polskiej Zjednoczonej Partii Robotniczej – zasiadał w egzekutywie jej Komitetu Zakładowego w „Siarkopolu” w Piasecznie koło Tarnobrzega. W Sejmie był członkiem Komisji Górnictwa, Energetyki i Chemii, Komisji Prac Ustawodawczych, Komisji Budownictwa i Przemysłu Materiałów Budowlanych oraz w Komisji Górnictwa, Energetyki i Wykorzystania Zasobów Naturalnych.
Otrzymał Złoty Krzyż Zasługi.
Pochowany na cmentarzu parafialnym w tarnobrzeskiej dzielnicy Miechocin. 